# Marianna Franciszka de Jesús Torres y Berriochoa
Marianna Franciszka od Jezusa Torres y Berriochoa (Mariana Francisca de Jesús Torres y Berriochoa, ur. 1563, zm. 16 stycznia 1635) – hiszpańska koncepcjonistka i mistyczka. Od 1593 roku przełożona klasztoru Niepokalanego Poczęcia w Quito (obecnie stolica Ekwadoru). 
Ze spisanych przez Marianne Franciszkę relacji wynika, że w latach 1588–1634 Matka Boża objawiła się jej siedem razy przekazując jej informację o przyszłych wydarzeniach. Matka Boża przedstawiła się jako „Matka Boża Pomyślności (org. María del Buen Suceso), Królowa Nieba i Ziemi”. Rysem szczególnym tych objawień było to, że Maryja prosiła wizjonerkę oraz siostry z jej klasztoru, by modliły się i znosiły umartwienia w intencji ludzi żyjących w XX wieku, ponieważ w tym czasie „Piekło się otworzy i zgubi wiele dusz”. Taka prewencyjna inicjatywa Nieba nie miała nigdy precedensu w historii Kościoła.

## Biografia
Marianna Franciszka od Jezusa urodziła się w 1563 roku w Hiszpanii w rodzinie arystokratycznej. Od dziecka wyróżniała się głęboką religijnością, z tego też powodu została dopuszczona do pierwszej komunii już 8 grudnia 1572, w wieku 9 lat. Wtedy też podjęła decyzję o wstąpieniu do klasztoru. 
W 1577 roku pięć zakonnic koncepcjonistek, zostało wysłanych do Quito, ówczesnej kolonii hiszpańskiej w Ameryce Południowej, celem założenia tam klasztoru. Jedną z nich byłą Maria de Jesús Taboada, ciotka Marianny Franciszki. Marianna Franciszka zdecydowała się udać tam wraz z nimi jako jedna z zakonnic. 
W ten sposób rozpoczęła tam swe życie zakonne, które płynęło wedle ówczesnych zwyczajów w atmosferze surowych umartwień. Klasztor szybko się rozrastał i przyjmował nowe zakonnice. Marianna Franciszka wyróżniała się pobożnością i gorliwością w wykonywaniu swoich obowiązków. Matki założycielki były zadowolone z młodej nowicjuszki. Jednak niektóre siostry jawnie okazywały zazdrość, prześladowały ją i rozsiewały oszczerstwa.
W 1593 roku ciężko zachorowała Maria de Jesús Taboada, ciotka Marianny Franciszki i pierwsza przełożona klasztoru. W tym też roku Marianna Franciszka została wybrana na jej następczynię. Maria de Jesús Taboada zmarła 4 października 1594 roku. Wkrótce po tym grupa zakonnic nawiązała spisek przeciwko nowej przełożonej domagając się złagodzenia reguły i zwolnienia od kierownictwa duchowego ojców Franciszkanów, uważanych za bardzo gorliwych i surowych zakonników. Na czele grupy stanęła zakonnica nazywana La Capitana.
Według relacji Marianny Franciszki – miała wówczas wizję Matki Bożej, która ukazała się jej wówczas po raz pierwszy i powiedziała: „Jestem Matka Boża Pomyślności (org. María del Buen Suceso), Królowa Nieba i Ziemi. Przyszłam, aby pocieszyć twoje udręczone serce! Szatan próbuje zniszczyć to Boże dzieło, posługując się Moimi niewiernymi córkami, lecz nie osiągnie celu, bo Ja jestem Królową zwycięstwa i Matką Bożą Pomyślności, i pod tym tytułem pragnę być znana dla zachowania Mego klasztoru i jego mieszkańców”.

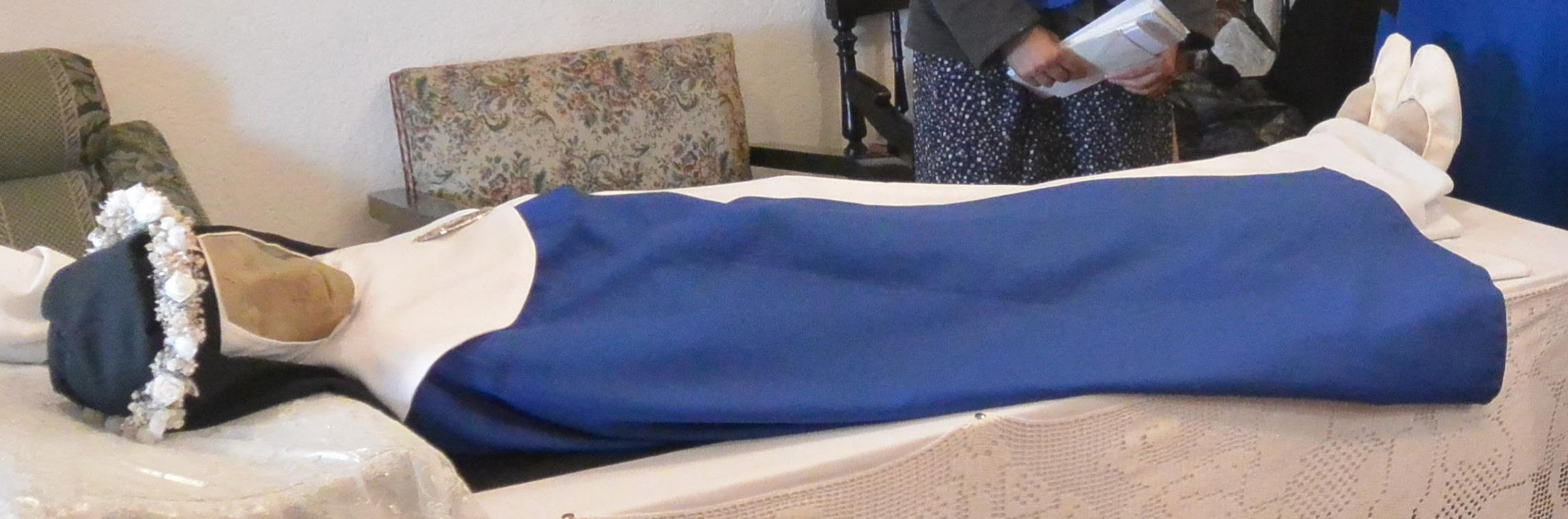
Nieskażone ciało Marianna Franciszka od Jezusa Torres

Wkrótce po tej wizji zbuntowane siostry wybrały nową przeoryszę – Magdalenę de Jesús Velenzuelę. Pod rządami nowej przeoryszy reguła zakonna została złagodzona (m.in. zanikło ścisłe milczenie). Siostra Marianna próbowała przekonać nową przełożoną o niebezpieczeństwach płynących z takiego postępowania, co ściągnęło na nią gniew pozostałych sióstr. W wyniku oszczerstw i pomówień La Capitany wikariusz generalny (zastępujący nieobecnego biskupa) zgodził się na wysłanie jej do klasztornego więzienia pod zarzutem nieposłuszeństwa. Siostry, które w tym sporze wsparły poprzednia przeoryszę, również zostały uwięzione.
Według relacji siostry Marianny Franciszki, podczas pobytu w więzieniu przychodziła do niej Matka Boża, żeby ją pocieszać. Ukazała jej również przyszłość klasztoru oraz Ekwadoru. Podobne objawienia miały też pozostałe uwięzione siostry. 
Tymczasem sprawa uwiezienia przeoryszy i innych zakonnic stała się głośna w całym Quito, wywołując oburzenie ludności. Tym większe, że Marianna Franciszka była bardzo szanowana i ceniona przez zwykłych ludzi. Władze kościelne zaczęły się coraz bardziej interesować sprawą. W końcu matka przełożona Magdalena de Jesús Velenzuela zrozumiała niewłaściwość swojego postępowania wobec Marianny Franciszki i popierających ją sióstr. Uwolniła je z zamknięcia i zrezygnowała ze swego urzędu. 
W tym samym czasie przybył zbadać sprawę osobiście biskup Quito Luis López de Solis. Zarządził przesłuchania, w czasie których wyszło na jaw, iż siostry zostały fałszywie oskarżone i niesłusznie więzione. Podjął decyzję uwięzienia odpowiedzialną za zamęt – siostrę La Capitanę. 
Siostra Marianna Franciszka pełniła swoją posługę aż do śmierci 16 stycznia 1635. W 1906 roku, podczas remontu klasztoru, została otwarta trumna, w której znaleziono jej nienaruszone ciało.
W 1986 roku archidiecezja Quito rozpoczęła jej proces kanonizacyjny.

## Objawienia mistyczne
Według relacji Marianny Franciszki miała ona objawienia mistyczne już jako dziecko. Były to objawienia Pana Jezusa, świętych, aniołów, a także dusz czyśćcowych. Do najważniejszych należą jednak objawienia Matki Bożej, która przedstawiła się jako Matka Boża Pomyślności. Według relacji zakonnicy w latach 1588–1634 Matka Boża objawiła się jej siedem razy przekazując jej informację o przyszłych wydarzeniach i wydając polecenia. Z powodu tak niezwykłych wydarzeń spowiednik siostry oraz biskup Quito nakazali Mariannie Franciszce spisanie autobiografii. Tekst ten został aprobowany przez biskupa Piotra de Oviedo, dziesiątego biskupa ordynariusza Quito. Po śmierci siostry jej spowiednik o. Michał Romero OFM napisał jej biografię. Dokumenty te razem z życiorysami wszystkich innych sióstr założycielek klasztoru w Ekwadorze zachowane są w wielkim tomie pt. El Cuadernon. Na podstawie tego źródła o. Manueal Souza Pereira, prowincjał Ojców Franciszkanów w Quito, napisał w 1790 roku książkę pt. Cudowny żywot Matki Marianny de Jesús Torres, hiszpańskiej zakonnicy i jednej z założycielek Królewskiego Klasztoru Niepokalanego Poczęcia w mieście św. Franciszka de Quito. Dzieło to przetłumaczyła na język angielski w 1988 r. Marianna Teresa Horvat, która wydała książkę na temat objawień Matki Bożej (Our Lady of Good Success – prophecies for our times, wydawnictwo TIA, Box 23135, Los Angeles CA 90023, USA, I wydanie 1999 r.)

### Matka Boża Pomyślności

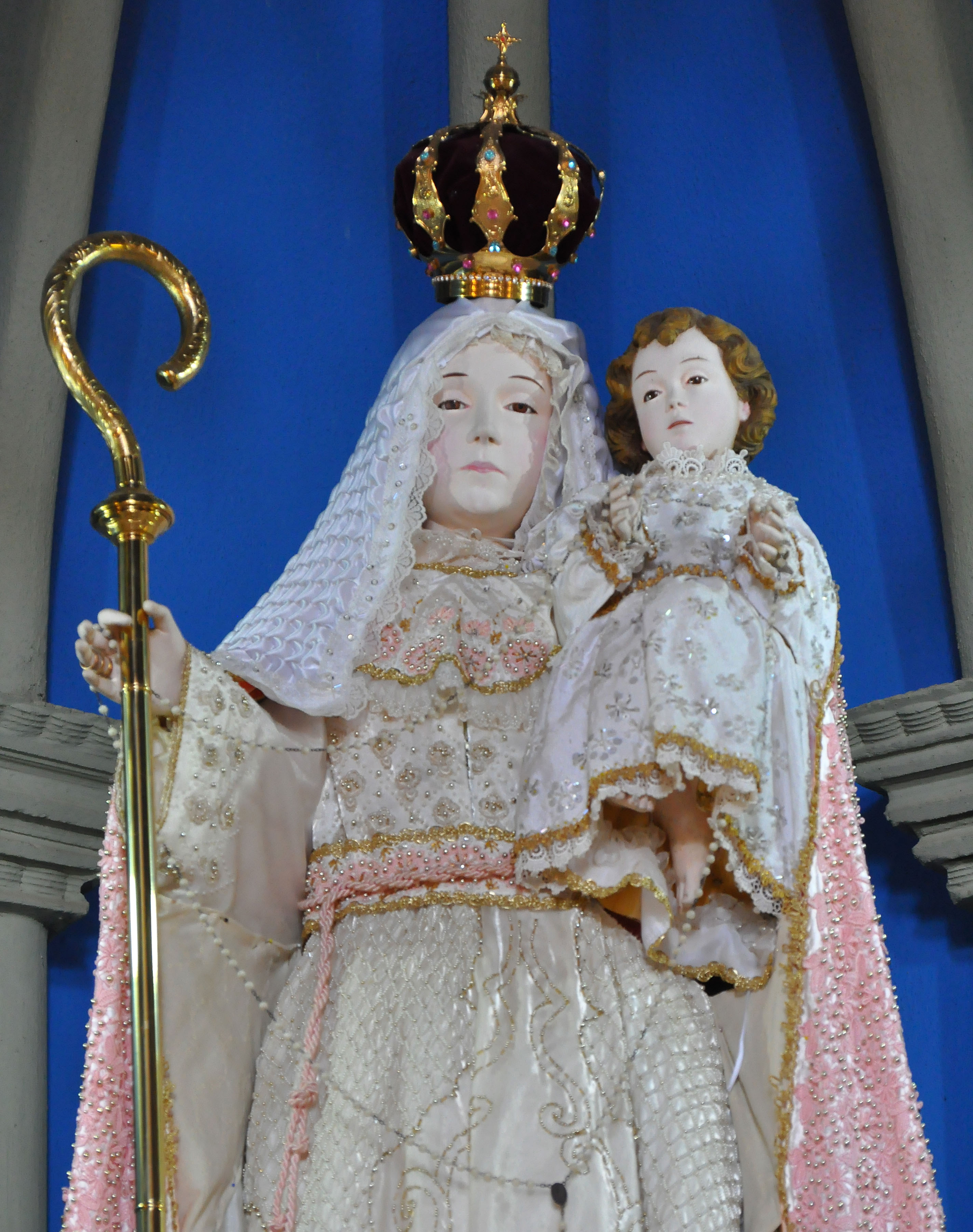
Matka Boża Pomyślności

Z zachowanych dokumentów wynika, że w 1599 roku Matka Boża ukazała się Mariannie Franciszce wraz z Dzieciątkiem na lewej ręce. W prawej trzymała pastorał. Przedstawiła się jako Matka Boża Pomyślności. Wydała zakonnicy polecenie stworzenia jej wizerunku (rzeźby) w takiej formie jakiej się jej ukazała.
"Życzeniem mojego Najświętszego Syna jest, abyś rozpoczęła starania o budowę statuy przedstawiającej mnie taką, jaką widzisz teraz. Polecisz ustawić ją w siedzibie przełożonej – tak abym mogła zarządzać swoim klasztorem.

W prawej ręce mam trzymać pastorał i klucze do klasztoru, jako znak posiadania i autorytetu. Na lewej ręce każesz umieścić moje Boże Dziecię, aby ludzie rozumieli, że jestem wszechmocna, aby złagodzić sprawiedliwość Bożą i otrzymać miłosierdzie i odpuszczenie grzechów dla każdego grzesznika, który przyjdzie do mnie ze skruszonym sercem, ponieważ ja jestem Matką Miłosierdzia i nie ma we mnie, jak tylko dobroć i miłość; i w końcu niech zawsze, moje córki wiedzą, że wskazuję im i daję swojego najświętszego Syna i ich Boga jako wzór doskonałości religijnej. Niech przychodzą do mnie, a ja ich do Niego poprowadzę".
W 1610 roku siostra Marianna uzyskała zezwolenie biskupa na wykonanie rzeźby. Wykonanie figury powierzono znanemu z pobożności rzeźbiarzowi Francisco del Castillo. Cudowny posąg Matki Boskiej Pomyślności został pobłogosławiony 2 lutego 1611 roku.
Obecnie figurka przenoszona jest w procesji z chóru do głównego ołtarza podczas nowenny poprzedzającej święto Matki Bożej Pomyślności 2 lutego. W ostatnich latach posąg wystawiany jest dla wiernych także podczas miesiąca maryjnego (tj. w maju) i podczas miesiąca Różańca świętego (w październiku).

### Wizje przyszłości świata
20 stycznia 1610 roku Matka Boża objawiła się jej znowu i powiedziała między innymi:
Wiedz, że od końca XIX, a szczególnie w XX wieku namiętności wybuchną i dojdzie do zupełnego zepsucia obyczajów, bo Szatan prawie całkowicie panował będzie przez masońskie sekty. Aby do tego doprowadzić, skupią się one szczególnie na dzieciach. Biada dzieciom w owych czasach! Trudno będzie przyjąć sakramenty chrztu i bierzmowania. Wykorzystując osoby posiadające władzę, diabeł starać się będzie zniszczyć sakrament spowiedzi (...) To samo będzie z Komunią świętą. Niestety! Jak bardzo zasmuca Mnie, że muszę ci wyjawić tak liczne i okropne świętokradztwa – tak publiczne jak i tajne – popełnione z powodu profanacji Najświętszej Eucharystii! W czasach tych wrogowie Chrystusa, zachęcani przez diabła, często kraść będą z kościołów konsekrowane Hostie, aby bezcześcić Postacie Eucharystyczne. Mój Najświętszy Syn widzi samego siebie rzuconego na ziemię i zdeptanego przez nieczyste nogi”. 
Dalej mówi Matka Najświętsza o lekceważeniu sakramentu ostatniego namaszczenia, przez co wiele dusz pozbawionych będzie pocieszenia i łask w decydującej chwili śmierci. Oprócz tego informuje, że:
„Sakrament małżeństwa, symbolizujący związek Chrystusa ze swoim Kościołem, będzie przedmiotem ataków i profanacji w najściślejszym znaczeniu tego słowa. Masoneria, która będzie wówczas sprawować rządy, zaprowadzi niesprawiedliwe prawa mające na celu zniszczenie tego sakramentu, a przez to ułatwi każdemu życie w stanie grzechu, oraz spowoduje wzrost liczby dzieci urodzonych w nielegalnych związkach, nie włączonych do Kościoła. Duch chrześcijański szybko upadnie, drogocenne światło Wiary zgaszone będzie do tego stopnia, że nastąpi prawie całkowite zepsucie obyczajów. Skutki zeświecczonego wychowania będą się nawarstwiać, powodując m.in. niedostatek powołań kapłańskich i zakonnych.
Sakrament kapłaństwa będzie ośmieszany, lżony i wzgardzony. Diabeł prześladować będzie szafarzy Pana w każdy możliwy sposób. Będzie działać z okrutną i subtelną przebiegłością, odwodząc ich od ducha powołania i uwodząc wielu. Owi zdeprawowani kapłani, którzy zgorszą chrześcijański lud, wzbudzą nienawiść złych chrześcijan oraz wrogów Rzymskiego, Katolickiego i Apostolskiego Kościoła, którzy zwrócą się przeciwko wszystkim kapłanom. Ten pozorny tryumf Szatana przyniesie ogromne cierpienia dobrym pasterzom Kościoła.

Poza tym, w owych nieszczęśliwych czasach, nastąpi niepohamowany zalew nieczystości, która popychając resztę ludzi do grzechu, pociągnie niezliczone lekkomyślne dusze na wieczne potępienie. Nie będzie można znaleźć niewinności w dzieciach, ani skromności u niewiast. W owych chwilach największej potrzeby Kościoła, ci, którzy mają mówić, będą milczeć!”.

### Wizja gasnącej lampy
Najważniejsze objawienie siostra Marianna miała 2 lutego 1634 roku, kiedy to podczas modlitwy przed Najświętszym Sakramentem nagle zgasła paląca się przed ołtarzem wieczna lampka. Kiedy siostra Marianna próbowała ją zapalić ponownie, Matka Boża objawiła się jej i powiedziała:
„(...)Zgaśnięcie lampki klasztornej, które zobaczyłaś, ma wiele znaczeń:
- Po pierwsze, przy końcu XIX wieku i podczas dużej części wieku XX powstanie zamęt w tym kraju, będącym wtedy wolną republiką. Wtedy cenne światło wiary zgaśnie w duszach z powodu prawie całkowitego zepsucia obyczajów. Podczas tego okresu będą wielkie fizyczne i moralne klęski, publiczne i prywatne. Niewielka grupa ludzi, która zachowa skarb wiary i cnoty, będzie doznawała okrutnych i niewymownych cierpień oraz przedłużonego męczeństwa. Aby wyzwolić ludzi z niewoli tych herezji, ci, których Mój Najświętszy Syn powołał do wykonania odnowy, potrzebują wielkiej siły woli, wytrwałości, odwagi i ufności w Bogu. Nadejdzie taki moment, kiedy wszystko wydawać się będzie stracone, a wszelkie wysiłki – nadaremne; stanie się tak dlatego, by poddać próbie wiarę i ufność sprawiedliwych, nastąpi wtedy szczęśliwy początek całkowitego odrodzenia.

- Po drugie, Moje zgromadzenia opustoszeją, zatopione w otchłani oceanu goryczy i wydawać się będzie, że utoną one w tych różnych wodach nieszczęścia. Ileż prawdziwych powołań zostanie straconych przez nieumiejętne formowanie i brak duchowego kierownictwa!

- Trzeci powód, dla którego lampka zgasła, to atmosfera tych czasów, przepełniona duchem nieczystości, jak ohydna powódź, która zaleje ulice, place i miejsca publiczne, do tego stopnia, że prawie już nie będzie na świecie dziewiczej duszy.

- Czwartą przyczyną jest to, iż po infiltracji we wszystkich warstwach społecznych, masońskie sekty będą z wielką przebiegłością szerzyć swoje błędy w rodzinach, przede wszystkim po to, by zepsuć dzieci. W tych nieszczęśliwych czasach zło uderzy w dziecięcą niewinność, a w ten sposób powołana kapłańskie będą zaprzepaszczone. Jednak i wtedy będą zgromadzenia zakonne, które podtrzymują Kościół, oraz święci kapłani – ukryte i piękne dusze, którzy będą pracować z energią i bezinteresownym zapałem dla zbawienia dusz. Przeciw nim bezbożni będą toczyć okrutną wojnę, obrzucając ich oszczerstwami, obelgami i nękając, próbując zniechęcić do wypełniania ich obowiązków. Lecz oni, jak solidne kolumny, nie poddadzą się i stawią czoło temu wszystkiemu w duchu pokory i ofiary, w którego będą uzbrojeni mocą nieskończonych zasług Mojego Najświętszego Syna, miłującym ich w najbardziej wewnętrznych głębiach Jego Najświętszego i Najczulszego Serca. Jak bardzo Kościół będzie cierpieć w owej ciemnej nocy! Zabraknie prałata i ojca, który czuwałby z miłością, łagodnością, siłą i przezornością, a wielu utraci ducha Bożego, wystawiając swoją duszę na wielkie niebezpieczeństwo. (...) Przed przybyciem tego prałata i ojca, wiele serc osób poświęconych Bogu w stanie kapłańskim i zakonnym wpadnie w oziębłość (...) Popełnione zostaną wszystkie rodzaje zbrodni pociągając za sobą wszelki rodzaj kary: zaraza, głód, konflikty społeczne wewnętrzne i zewnętrzne, apostazja, to wszystko przyczyni się do zatraty licznych dusz. Aby rozproszyć te czarne chmury, przeszkadzające Kościołowi cieszyć się jasnym dniem wolności, wybuchnie straszliwa wojna, w której popłynie krew swoich i obcych, kapłanów i zakonników. Noc ta będzie straszna do tego stopnia, że ludzie będą myśleć, iż zło zatryumfowało. Wtedy wybije Moja godzina: zdetronizuję pysznego, przeklętego szatana, zetrę go pod moimi stopami i zrzucę w przepaść piekielną. W ten sposób Kościół oraz ten kraj uwolniony zostanie na końcu od jego okrutnej tyranii.

- Piąty powód, dla którego zgasła lampa w klasztorze jest taki, że wpływowe osoby z obojętnością patrzeć będą na uciskany Kościół, prześladowaną cnotę i tryumfującego szatana, nie używając zgodnie z wolą Boga swoich wpływów w celu walki ze złem lub odnowy wiary. I tak ludzie będą stopniowo obojętnieć na żądania Boga, zaakceptują ducha zła i pozwolą się zmieść wszelkim rodzajom występku i grzechu.

Moja droga córko, gdyby przyszło ci żyć w tych okropnych czasach, umarłabyś z bólu widząc, że dokonuje się to, co ci objawiłam. Jednak miłość Mojego Najświętszego Syna i Moja do tej ziemi jest tak wielka, iż chcemy, aby od tej chwili twoje ofiary i dobre uczynki przyczyniły się do skrócenia czasu trwania tej strasznej katastrofy”.

### Ostatnie objawienie
Po raz ostatni Matka Boża objawiła się siostrze Marianie 8 grudnia 1634 roku, zapowiadając jej bliską śmierć. Ponownie z naciskiem mówiła o tym, jak ważne są spowiedź i Komunia święta, a także o ciężkiej odpowiedzialności kapłanów. Przepowiedziała różne wydarzenia, które mają mieć miejsce w XIX i XX wieku. Mówiła również o roli klasztorów, w których zachowuje się czystość i umartwienie:
„Oczyszczą one atmosferę skażoną przez tych, którzy oddają się najbardziej ohydnym grzechom i namiętnościom”.
Na prośbę m. Marianny, aby jej imię pozostało nieznane, Matka Boża odpowiedziała, że dopiero po trzech stuleciach objawienia te oraz jej imię zostaną ponownie odkryte. Na koniec ostrzegała, że nabożeństwo do Niej:
„będzie zwłaszcza w XX wieku owocować cudownie w sferze duchowej i doczesnej, ponieważ jest wolą Boga, aby zachować ten Mój tytuł oraz twoje życie dla owego wieku, kiedy zepsucie obyczajów będzie prawie powszechne, a cenne światło wiary niemal zgaśnie”.